# Pete Chilcutt
Pete Chilcutt é um ex-jogador de basquete norte-americano que foi campeão da Temporada da NBA de 1994-95 jogando pelo Houston Rockets.